# Louis-Honoré Fréchette

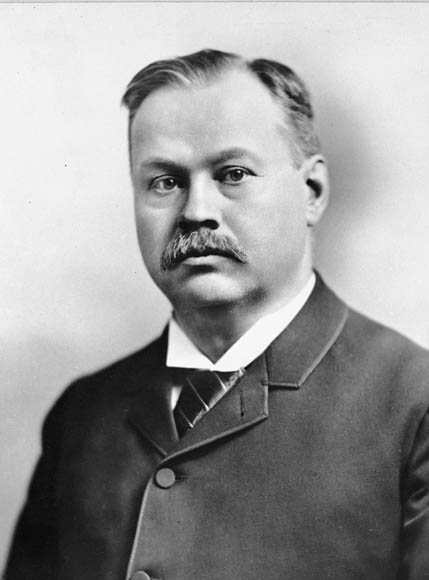
Louis-Honoré Fréchette

Louis-Honoré Fréchette, CMG (* 16. November 1839 in Lévis; † 31. Mai 1908 in Montreal) war ein kanadischer Dichter, Politiker, Dramatiker und Autor von Kurzgeschichten. Er gilt als bedeutendster französischsprachiger Schriftsteller Kanadas im 19. Jahrhundert.

## Biografie
Der Sohn eines analphabetischen Bauunternehmers erhielt von 1854 bis 1860 seine Mittelschulbildung an drei Instituten der Brüder der christlichen Schulen. Anschließend studierte er Recht an der Université Laval in der Stadt Québec. Während seiner Studienzeit begann Fréchette Gedichte zu veröffentlichen. 1864 eröffnete er in Lévis eine Anwaltskanzlei. Da es ihm an Kunden mangelte, arbeitete er als Journalist. Er gründete zwei liberale Zeitungen, Le drapeau de Lévis und La Tribune de Lévis, mit denen er aber ebenfalls keinen Erfolg hatte.
Wegen finanzieller Probleme zog Fréchette 1866 nach Chicago, wo er bis 1871 blieb. Dort arbeitete er unter anderem als Sekretär bei der Illinois Central Railroad und veröffentlichte seinen ersten Gedichtband, La voix d’un exilé, in dem er die Gründung der Kanadischen Konföderation verurteilte und die Konservative Partei scharf angriff. Mehrere Theaterstücke, die er während dieser Zeit geschrieben hatte, gingen im Großen Brand von Chicago verloren.
Nach seiner Rückkehr kandidierte Fréchette ohne Erfolg um einen Sitz in der Legislativversammlung von Québec. Bei der Unterhauswahl 1874 wurde er im Wahlkreis Lévis gewählt und gehörte im Unterhaus der Fraktion der Liberalen Partei an. Die Unterhauswahl 1878 endete für ihn jedoch mit der Abwahl. 1876 heiratete er Emma Beaudry, die Tochter eines reichen Händlers und Bankiers aus Montreal. Die finanzielle Unabhängigkeit erlaubte es ihm, sich vermehrt der Literatur zu widmen.
Fréchette veröffentlichte seine Werke nun auch in Frankreich. Für seinen Gedichtband Les fleurs boréales, les oiseaux de neige erhielt er 1880 als erster Frankokanadier den renommierten Prix Montyon der Académie française. Danach wandte er sich der Prosa zu. 1897 wurde er zum Ritter geschlagen, 1900/01 präsidierte er die Royal Society of Canada.

## Nachwirkung
Die kanadische Regierung, vertreten durch den für das Historic Sites and Monuments Board of Canada zuständigen Minister, ehrte Fréchette am 20. Mai 1937 für sein Werk und erklärte ihn zu einer „Person von nationaler historischer Bedeutung“.

## Werke

### Gedichte
- La voix d’un exilé (1866)
- La découverte du Mississippi (1873)
- Pêle-mêle (1877)
- Poésies choisies (1879)
- Les fleurs boréales, les oiseaux de neige (1879)
- La Légende d’un peuple (1887)

### Erzählungen und Novellen
- L’Iroquoise du lac Saint-Pierre (1861)
- Originaux et détraqués. Douze Types Québecquois (1892)
- Les contes de Jos Violon
- La Noël au Canada (1899)
- Le baiser de Madeleine

### Theater
- Le retour de l’exilé (1880)
- Papineau (1880)
- Félix Poutré (1892)

### Memoiren
- Mémoires intimes (posthum, 1961)